# Bundesautobahn 63
Bundesautobahn 63 (em português: Auto-estrada Federal 63) ou A 63, é uma auto-estrada na Alemanha.
A Bundesautobahn 63 tem 73 km de comprimento.

## Estados
Estados percorridos por esta auto-estrada:
- Renânia-Palatinado